# 能登半島

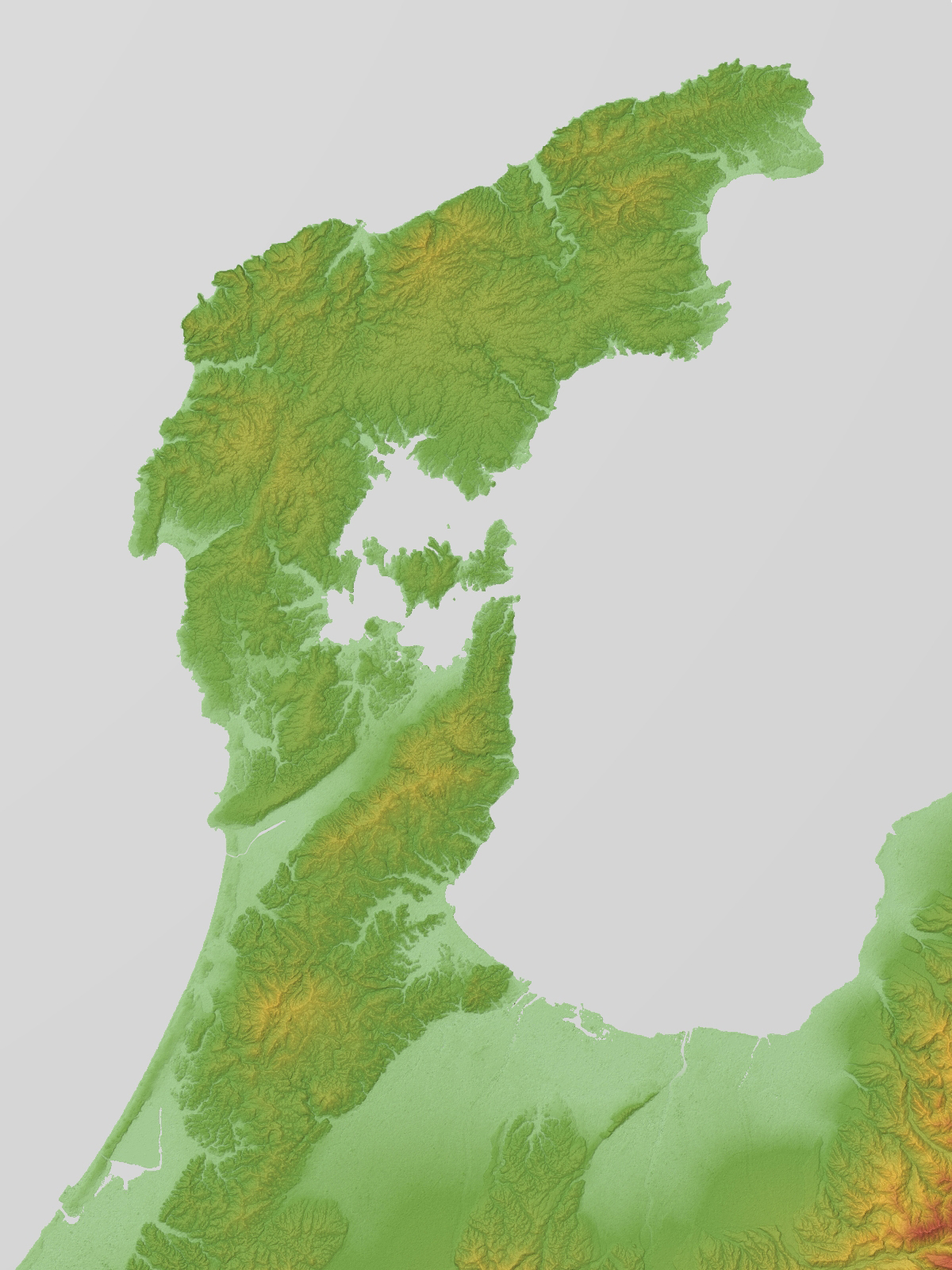
能登半島の地形図

能登半島（のとはんとう）は、北陸地方の中央付近から日本海へ北に向けて突き出した半島。日本における日本海側海岸線で最も突出面積が大きい半島でもある。近世以前は多くが能登国であったため、こう呼ばれる。

## 概要
地形的には北から能登山地、能登丘陵、邑知潟低地帯、石動・宝達山地が位置している。半島付け根部にあたる石動・宝達山地には石動山などの主稜線があり、富山湾側と邑知平野側の分水界であるとともに、付近には石川・富山県境がある（半島は大半が石川県に属するが、一部は富山県（氷見市）に属する）。半島東側の富山湾に面した海岸を内浦（うちうら）、半島西側の日本海に面した海岸を外浦（そとうら）と呼ぶ。また、富山湾を挟んだ半島の対岸に富山平野が存在する。
能登半島の沿岸部は海成段丘が多くみられ、沿岸平野は中部の邑知潟低地帯付近を除いて小規模である。輪島市などでは千枚田が見られ、中でも白米千枚田は有名である。海岸線を主体に広い範囲が能登半島国定公園に指定されている。なお、能登半島から約23km北方に七ツ島、約48km北方に舳倉島が位置している。
半島北部北側の能登山地は多くは海抜300 - 400メートルの山々で、最高峰は高洲山（標高567メートル）である。その南側の能登丘陵は能登山地とともに半島主要部を構成しており、地域区分では奥能登丘陵と中能登丘陵、さらにその東側の湾内（七尾湾）にある能登島に分けられる。
半島中部の邑知潟低地帯は七尾市から羽咋市にかけて北東から南西方向に延びる低地帯である。石動・宝達山地は邑知潟低地帯の南側の半島の付け根にあり、最高峰は宝達山（標高637メートル）である。
「能登」の名は万葉集の大伴家持の歌などにもみられ、一説にはアイヌ語で岬を意味する「not」から来たという。他に湾（ここでは七尾湾）を意味する飲み門（のみと）が由来との説もある。

## 歴史
能登半島の歴史は約6000年前にまで遡る。能登町にある真脇遺跡は約4000年間にわたる縄文時代の長期定住型遺跡として知られる。また、七尾市にある縄文時代の遺跡である佐波遺跡からは、西日本各地で出土するものとよく似た出土品が発見されており、縄文時代から西日本文化圏との交流があったとみられている。
718年に氷見地区を除く地域が越前国から能登国として分離した。その後、能登国は越中国に併合されたが、757年に再び能登国として分立した（ただし氷見地区は越中国に含まれていた）。

## 自然

### 植生
宝達山、石動山、高洲山、宝立山の尾根沿いにブナ林が見られ、そのうち低木層にユキツバキ、ヒトツバカエデがある宝達山、石動山を口能登型植物区、それらの無い高洲山、宝立山を奥能登植物区と分けることができる。
中部地方で一般に山地帯に生える植物の中で能登半島では丘陵まで降下して生えている植物として、ギョウジャニンニク、ヤマシャクヤク、ヒトリシズカ、アケボノソウ、オオイワカガミ、キンコウカ、ウメガサソウ、クガイソウなどがある。能登のギョウジャニンニクは若芽の収穫時期が3月頃と東北・北海道産に比べて早く、商業上有利であることから栽培が行われている。
奥能登北部には高山植物のクルマユリが隔離分布し、2000年に石川県のレッドデータブックの絶滅危惧種Ⅰ類に指定されたが、白山のクルマユリとは形質に相違点があったため、2010年に佐渡に自生するものと同種のサドクルマユリに変更され絶滅危惧種Ⅰ類に再選定された。

### 哺乳類
タヌキ、キツネ、イタチ、テン、アナグマ、ノウサギなどがいる。
シカとイノシシは西院内町の古文書に猪鹿番小屋の記録が残るなど能登の害獣として知られたが、ニホンジカは1912年9月13日の輪島崎町観音山の記録を最後に、イノシシは明治末期に絶滅した。
ニホンザルは明治末期に絶滅したとされるが絶滅期は不明で鈴屋川の猿橋、猿淵、市ノ瀬川の猿谷、大沢川の鳥毛滝に群生していたと伝えられる。。
ツキノワグマは長らく邑知潟平野以南の山地が生息限界点であったが、熊の大量出没年であった2013年の5月31日に七尾市で熊が確認されたのを皮切りに一気に奥能登まで分布を拡大させた。

## 地域

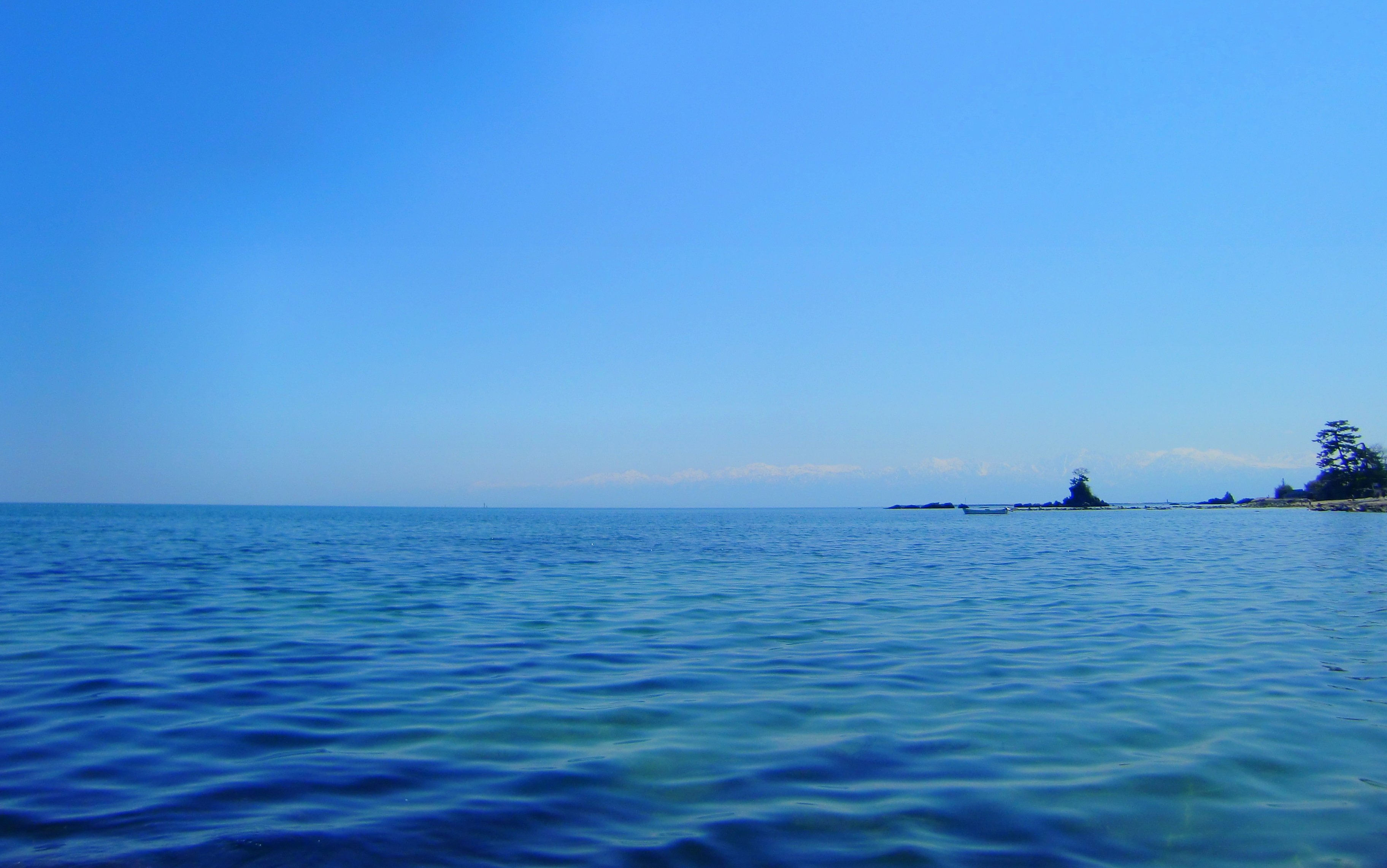
富山湾側の風景（雨晴海岸）

1986年（昭和61年）3月31日に「能登半島地域」として、石川県河北郡以北の12市町と富山県氷見市の13市町が半島振興法に基づく半島振興対策実施地域に指定された。なお窪谷順次「農業開発計画のための地域分類」35頁の図によると旧押水町（現宝達志水町）と氷見市以北を能登半島地域としている。

### 半島内の地域
国勢調査では能登北部地域（輪島市、珠洲市、鳳珠郡）、能登中部地域（七尾市、羽咋市、羽咋郡、鹿島郡）、能登南部地域（かほく市、河北郡）に区分している。なお、かほく市と河北郡の大部分は旧能登国ではなく旧加賀国である。
一方、かほく市及び河北郡を含めず能登地域のうち石川県内の地域を能登北部（奥能登）と能登南部（中能登及び口能登）に分ける場合もある。行政区域を3地域に分類すると下記のようになる。
口能登
羽咋市、羽咋郡（宝達志水町・志賀町）
中能登
七尾市、鹿島郡（中能登町）
奥能登
輪島市、珠洲市、鳳珠郡（穴水町・能登町）

### 都市雇用圏（10% 通勤圏）の変遷
以下は、能登半島における都市雇用圏（10% 通勤圏、中心都市のDID人口が1万人以上）の変遷である。
一般的な都市圏の定義については都市圏を参照のこと。
- 10% 通勤圏に入っていない町村は、各統計年の欄で灰色かつ「-」で示す。

| 自治体 ('80) | 1980年                | 1990年                | 2000年                | 2005年                | 2010年                | 2015年                | 自治体 （現在） |
| ------------ | --------------------- | --------------------- | --------------------- | --------------------- | --------------------- | --------------------- | --------------- |
| 羽咋市       | -                     | -                     | -                     | -                     | -                     | -                     | 羽咋市          |
| 志賀町       | -                     | -                     | -                     | -                     | -                     | -                     | 志賀町          |
| 富来町       | -                     | -                     | -                     | -                     | -                     | -                     | 志賀町          |
| 志雄町       | 金沢都市圏            | 金沢都市圏            | 金沢都市圏            | 金沢都市圏            | 金沢都市圏            | 金沢都市圏            | 宝達志水町      |
| 押水町       | 金沢都市圏            | 金沢都市圏            | 金沢都市圏            | 金沢都市圏            | 金沢都市圏            | 金沢都市圏            | 宝達志水町      |
| 能登島町     | -                     | 七尾 都市圏 8万9337人 | 七尾 都市圏 8万3015人 | 七尾 都市圏 8万0380人 | 七尾 都市圏 7万6435人 | 七尾 都市圏 7万2896人 | 七尾市          |
| 七尾市       | 七尾 都市圏 8万2507人 | 七尾 都市圏 8万9337人 | 七尾 都市圏 8万3015人 | 七尾 都市圏 8万0380人 | 七尾 都市圏 7万6435人 | 七尾 都市圏 7万2896人 | 七尾市          |
| 中島町       | 七尾 都市圏 8万2507人 | 七尾 都市圏 8万9337人 | 七尾 都市圏 8万3015人 | 七尾 都市圏 8万0380人 | 七尾 都市圏 7万6435人 | 七尾 都市圏 7万2896人 | 七尾市          |
| 田鶴浜町     | 七尾 都市圏 8万2507人 | 七尾 都市圏 8万9337人 | 七尾 都市圏 8万3015人 | 七尾 都市圏 8万0380人 | 七尾 都市圏 7万6435人 | 七尾 都市圏 7万2896人 | 七尾市          |
| 鳥屋町       | 七尾 都市圏 8万2507人 | 七尾 都市圏 8万9337人 | 七尾 都市圏 8万3015人 | 七尾 都市圏 8万0380人 | 七尾 都市圏 7万6435人 | 七尾 都市圏 7万2896人 | 中能登町        |
| 鹿島町       | 七尾 都市圏 8万2507人 | 七尾 都市圏 8万9337人 | 七尾 都市圏 8万3015人 | 七尾 都市圏 8万0380人 | 七尾 都市圏 7万6435人 | 七尾 都市圏 7万2896人 | 中能登町        |
| 鹿西町       | -                     | 七尾 都市圏 8万9337人 | 七尾 都市圏 8万3015人 | 七尾 都市圏 8万0380人 | 七尾 都市圏 7万6435人 | 七尾 都市圏 7万2896人 | 中能登町        |
| 輪島市       | 輪島 都市圏 3万2662人 | 輪島 都市圏 3万0120人 | 輪島 都市圏 2万6378人 | 輪島 都市圏 2万5301人 | -                     | -                     | 輪島市          |
| 門前町       | -                     | -                     | -                     | -                     | -                     | -                     | 輪島市          |
| 珠洲市       | -                     | -                     | -                     | -                     | -                     | -                     | 珠洲市          |
| 穴水町       | -                     | -                     | -                     | -                     | -                     | -                     | 穴水町          |
| 能都町       | -                     | -                     | -                     | -                     | -                     | -                     | 能登町          |
| 柳田村       | -                     | -                     | -                     | -                     | -                     | -                     | 能登町          |
| 内浦町       | -                     | -                     | -                     | -                     | -                     | -                     | 能登町          |

- 2004年10月1日：七尾市＋鹿島郡（田鶴浜町＋中島町＋能登島町）＝七尾市（新設）
- 2005年3月1日
  - 羽咋郡（志雄町＋押水町）＝宝達志水町（新設）
  - 鹿島郡（鳥屋町＋鹿島町＋鹿西町）＝中能登町（新設）
  - 鳳至郡（能都町＋柳田村）＋珠洲郡（内浦町）＝能登町（新設）（鳳珠郡）
- 2005年9月1日：羽咋郡（志賀町＋富来町）＝志賀町（新設）
- 2006年2月1日：輪島市＋鳳珠郡（門前町）＝輪島市（新設）

## 交通

### 鉄道
金沢駅や津幡駅など加賀地方とはJR西日本の七尾線で結ばれ、七尾駅や和倉温泉駅でのと鉄道七尾線と乗り継げる。のと鉄道の穴水駅以北（輪島駅まで）と以東（蛸島駅までの能登線）は21世紀になってから区間廃止されている。富山県側を走るJR氷見線は氷見駅止まりである。

### 道路
のと里山海道などで、石川県の加賀地方と能越自動車道などで富山県と結ばれている。北鉄能登バスが能登半島と金沢を結んで運行していた急行バス（七尾特急線・中能登特急線・門前特急線）が2016年以降、相次ぎ廃止された。

### 空港
2003年に能登空港が開港。現在、全日本空輸（ANA）が羽田空港との間に直行便を運航している。

## 主な災害
- 能登半島地震
  - 平成19年能登半島地震
  - 令和6年能登半島地震
- 令和6年9月能登半島豪雨

## 能登半島を題材とした作品
- 『能登半島』（1977年にヒットした石川さゆりの楽曲）
- 『能登はいらんかいね』（1990年にヒットした坂本冬美の楽曲）